# Bugs Bunny: Perdido en el Tiempo
Bugs Bunny: Perdido en el Tiempo (Inglés: Bugs Bunny: Lost in Time) es un videojuego de plataformas desarrollado por Behaviour Interactive y publicado y distribuido por Infogrames. Salió a la venta en Europa para PlayStation en mayo de 1999 y en Norteamérica el 1 de julio de 1999. El juego salió a la venta para Microsoft Windows en Norteamérica el 19 de octubre de 1999 y en Europa el 5 de noviembre del mismo año.
El juego está ambientado en el mundo de los Looney Tunes, donde el jugador asume el papel de Bugs Bunny, que, de camino a Pismo Beach, toma un giro equivocado y se ve inmerso en un viaje en el tiempo cuando intenta utilizar lo que creía que era un dispensador de zumo de zanahoria. Siguiendo el consejo del mago Merlín Munroe, se pone a buscar despertadores que le permitan volver al presente. En su viaje, Bugs Bunny atraviesa varios periodos históricos, como la Edad de Piedra, la Edad Media, la época de los piratas, los años 30 y la Dimensión X, donde conoce a otros personajes de Looney Tunes.
El desarrollo comenzó en el verano de 1998, pocos meses después de que Infogrames adquiriera a Warner Bros. el derecho a distribuir y publicar videojuegos bajo la licencia de Looney Tunes. Los gráficos se diseñaron inicialmente en forma de bocetos dibujados a mano, antes de ser modelados por ordenador. Las voces oficiales de los personajes de la franquicia se utilizan para doblar el juego.
El título recibió una acogida desigual por parte de la prensa especializada, que apreció la banda sonora, el doblaje y unos gráficos fieles al universo Looney Tunes, aunque desprovistos de detalles y a menudo entrecortados en el port para PC, pero lamentó una jugabilidad que sufría en comparación con los principales juegos de plataformas contemporáneos, como Super Mario 64, Crash Bandicoot, Croc: Legend of the Gobbos, Spyro the Dragon y Ape Escape, y los controles y la gestión de la cámara son un poco complicados de manejar. En 2000 se publicó una secuela indirecta de esta obra, Bugs Bunny & Taz: La Espiral del Tiempo.

## Trama

### Universo y personajes

Bugs Bunny es el personaje principal del juego.

Bugs Bunny: Perdido en el Tiempo presenta a Bugs Bunny en su viaje al pasado a través de cinco periodos históricos. Antes de emprender su viaje, llega a un mundo llamado «Nowhere», donde el mago Merlín Munroe le muestra los pasos a seguir para volver al presente. Bugs Bunny viaja por la Edad de Piedra, un mundo prehistórico poblado por dinosaurios, donde conoce a un hombre que se parece a Elmer Gruñón. Bugs Bunny también viaja por los castillos de la Edad Media, enfrentándose a caballeros y a la bruja Hazel. También descubre una isla caribeña en la época de los piratas, donde se cruza con Sam el pirata. También viaja a la América de la Ley Seca de los años 30, donde se encuentra en medio de un atraco a un banco por parte de los gángsters Rocky y Mugsy. Por último, Bugs Bunny explora la Dimensión X, a través de una de las estaciones espaciales de Marvin el Marciano, donde también viven su ejército marciano y sus robots. Otros personajes, como el Pato Lucas y Toro el Toro, vistos en el cortometraje Bully for Bugs, aparecen en algunos de los niveles del juego.

### Argumento
De camino a Pismo Beach, Bugs Bunny se equivoca de camino y acaba en un almacén de Albuquerque. Tropieza con una máquina del tiempo y cree que es un dispensador de zumo de zanahoria. Acciona la palanca y se encuentra en diferentes épocas históricas, por las que tiene que viajar antes de poder volver al presente.

## Sistema de juego

### Nivel de organización

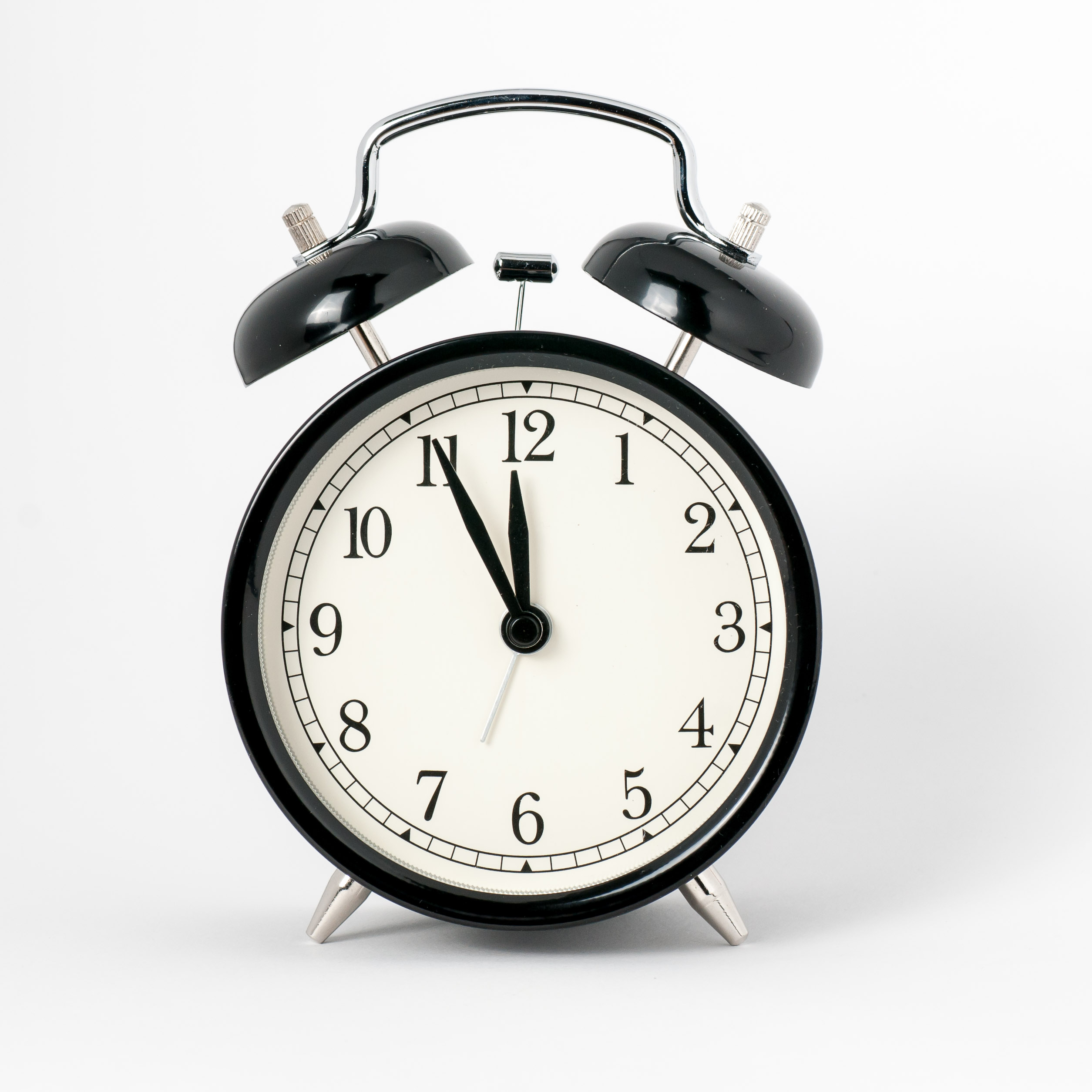
El objetivo principal del juego es recoger despertadores para volver al presente.

Bugs Bunny: Perdido en el Tiempo es un videojuego de plataformas en el que el jugador controla a Bugs Bunny, cuyo principal objetivo es recoger suficientes despertadores para volver al presente. La gran mayoría de los niveles del juego se desbloquean encontrando un número determinado de despertadores. Una vez desbloqueados, los jugadores pueden recorrerlos en el orden que deseen. Algunos niveles también esconden cajas rojas de ACME que hay que destruir para conseguir un despertador. Los niveles también contienen una serie de zanahorias doradas que el jugador debe recoger para desbloquear niveles que adoptan la forma de minijuegos con diferentes objetivos, como destruir el velero del pirata Sam, poner carteles en contra del Pato Lucas para que Elmer Gruñón piense que es temporada de caza de patos, montar en monociclo, conducir un coche y montar una oveja para escapar de Rocky y Mugsy, enfrentarse al Pato Lucas en una pista de esquí y luchar contra un toro en una corrida. Los jugadores pueden consultar el inventario en el menú de pausa para saber cuántos despertadores, zanahorias doradas y cajas ACME necesitan encontrar en cada nivel. Por último, la mayoría de los niveles tienen un jefe al que enfrentarse, ya sea al final o en medio. El jugador tiene que encontrar la maniobra adecuada para derrotarlo.
Se puede acceder a cada época del juego —la Edad de Piedra, la Edad Media, los tiempos de los piratas, los años 30 y la Dimensión X— a través del selector espacio-temporal. Al principio del juego, cada una de ellas puede desbloquearse obteniendo un número determinado de despertadores. Una vez que el jugador ha seleccionado una época, Bugs Bunny es transportado a un nivel principal donde puede acceder a cada nivel, representado por una madriguera de conejo.

### Salud y habilidades de Bugs Bunny

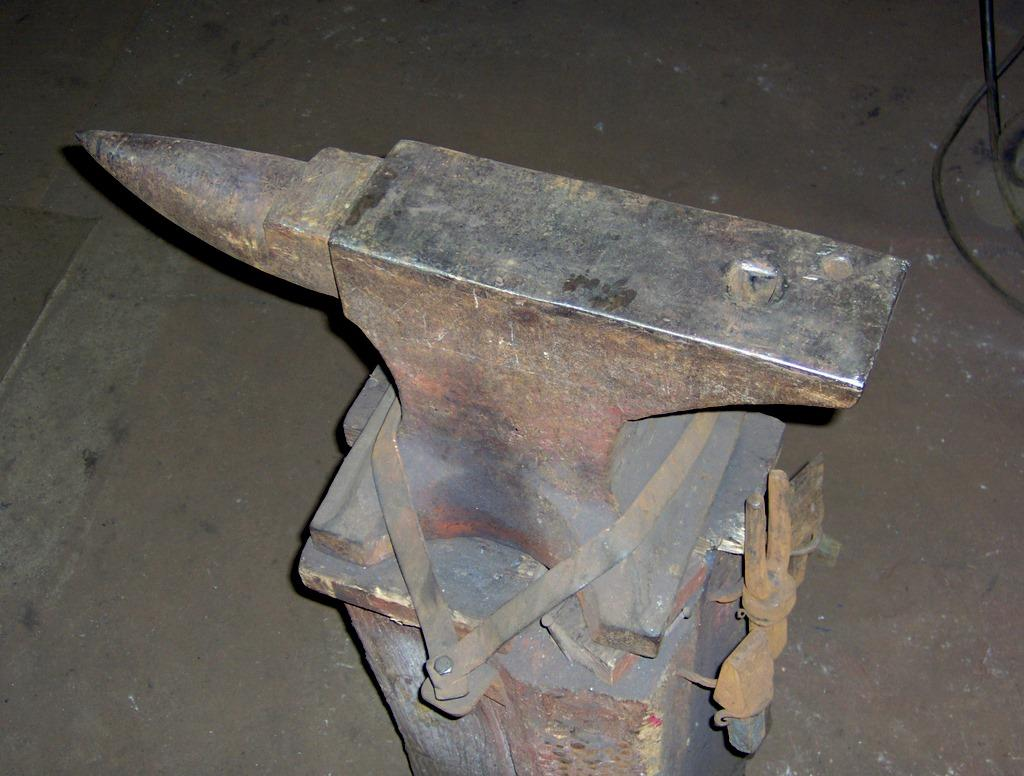
El yunque, un gag icónico del mundo de Looney Tunes, aparece regularmente en este juego.

La salud de Bugs Bunny está representada por una barra de energía formada por tres zanahorias. Cuando recibe un golpe, pierde media zanahoria. Cuando la barra de energía está vacía, Bugs Bunny reanuda su progreso en el último punto de control. Sin embargo, puede recuperar su salud recogiendo las zanahorias esparcidas por el nivel. Cuando la barra de energía está llena, puede recogerlas hasta tener 99, lo que desbloquea la zanahoria dorada que se encuentra en el nivel principal de cada era.
Bugs Bunny puede saltar, correr, agacharse, ponerse de puntillas, subir y bajar por una cuerda o un mástil de barco, empujar, recoger, dejar y lanzar cajas y barriles, dar patadas para abrir cofres o derrotar a un enemigo, rodar para cruzar pasos estrechos en una pared, hacer girar sus orejas como aspas de helicóptero para amortiguar una caída, salir de una madriguera y desplazarse bajo tierra. También puede enlazar paneles o chatear con un personaje cuando aparece sobre él un icono con un signo de interrogación. Además de estas habilidades básicas, Bugs Bunny puede encontrar y utilizar objetos útiles durante un tiempo determinado, como cajas apilables para alcanzar lugares altos; un mazo para aplastar objetos o golpear a un enemigo; palos de TNT y barriles de pólvora que puede lanzar y hacer estallar para volar una pared o una puerta; y antorchas para prender fuego a objetos. Estos útiles objetos pueden utilizarse cuando aparece un icono con un signo de exclamación sobre la cabeza de Bugs Bunny. Bugs Bunny puede acabar con sus enemigos dándoles patadas, saltando sobre sus cabezas o atrayéndolos hacia un objeto que caiga del cielo, como un yunque o una caja fuerte. Los enemigos grandes, como los verdugos de la Edad Media, sólo pueden ser golpeados una vez que Bugs Bunny les ha hecho correr tras él y quedarse sin aliento.
A medida que avanza el juego, el mago Merlín Munroe enseña a Bugs Bunny fórmulas mágicas para activar mecanismos que le permiten llegar a lugares que de otro modo serían inaccesibles. Estos hechizos sólo pueden utilizarse cuando Bugs Bunny se encuentra en la plataforma correspondiente. Por ejemplo, el hechizo «Hocus Pocus», en forma de abanico, hace aparecer un abanico durante un tiempo limitado, lo que resulta útil para alcanzar lugares altos, al igual que el hechizo «Abracadabra», en forma de supersalto, en forma de resorte. El hechizo «Ábrete Sésamo», cuya plataforma está simbolizada por una llave, puede utilizarse para abrir puertas cerradas. Por último, Bugs Bunny puede aprender una melodía mágica, que se puede utilizar en el símbolo de un pentagrama musical, y que desencadena una acción especial en función de la situación en la que se encuentre.

## Desarrollo

### Diseño
A principios de 1998, la editorial francesa Infogrames adquirió a la empresa estadounidense Warner Bros. los derechos de publicación de videojuegos con los personajes de los Looney Tunes. Infogrames ha confiado el desarrollo de Bugs Bunny: Perdido en el Tiempo al desarrollador canadiense Behaviour Interactive, creador de Jersey Devil, lanzado para PlayStation en 1997, y cuyo estilo es muy apreciado por el editor de Lyon. En una entrevista, Denis Lacasse, jefe de proyecto de Behaviour Interactive, explicó que su equipo se inspiró en el trabajo de Warner Bros. para idear el juego. Sin embargo, no mantienen una relación directa con el estudio estadounidense, sino que Infogrames actúa como intermediario.
El desarrollo del juego comenzó a principios del verano de 1998, cuando Behaviour presentó los primeros diseños y un escenario, libremente adaptado de la novela de ciencia ficción de 1895 de H. G. Wells La máquina del tiempo. A pesar del universo infantil de los Looney Tunes, el desarrollador canadiense pensó su juego para un público más amplio. Entre diecisiete y veinticinco personas participan en el desarrollo, primero diseñando los decorados a mano antes de modelarlos en tres dimensiones en el ordenador. La animación tiene una frecuencia de veinticinco fotogramas por segundo. El personaje de Bugs Bunny está formado por 400 polígonos, con 200 animaciones y una treintena de movimientos diferentes. Sin embargo, ocupa el 15 % de la memoria del motor del juego, mientras que los recursos gráficos del juego ocupan más del 50 %. Esto crea un problema de almacenamiento e impide a los desarrolladores implementar un gran número de enemigos en los niveles.
En mayo de 1999 se presentó a la prensa especializada una versión beta casi completa del juego. Presentaba la jugabilidad esencial del juego y cinemáticas animadas en tres dimensiones que servían de introducción a cada nivel.

### Comercialización
Bugs Bunny: Perdido en el Tiempo salió a la venta en Europa para PlayStation en mayo y junio de 1999, dependiendo del país, y posteriormente para PC el 5 de noviembre del mismo año. En Norteamérica, salió a la venta para PlayStation el 1 de julio de 1999, y para PC el 19 de octubre del mismo año, con el título Bugs Bunny: Lost in Time. En septiembre de 1999, Infogrames publicó el sitio web oficial del juego.
Con motivo de su lanzamiento americano en PlayStation, Michael Harkavy, vicepresidente de Warner Bros. ha declarado: «Infogrames se ha mantenido fiel al espíritu de Looney Tunes con personajes y escenarios auténticos, voces reales y una aventura slapstick que hará las delicias de todos los fans nostálgicos». Jeff Blanc, director de marketing de Infogrames en Estados Unidos, ha declarado: «Bugs Bunny: Perdido en el Tiempo atraerá a un amplio público, especialmente a los fanáticos. Recordemos que los cuentos siempre han sido escritos por adultos para adultos, pero la construcción de la historia final también atrae inmediatamente a los niños. Lo mismo ocurre con el juego: atraerá a un amplio abanico de público».
Cuando salió a la venta, Bugs Bunny: Perdido en el Tiempo fue calificado como «Todos los públicos» por el Syndicat des éditeurs de logiciels de loisirs (SELL), y como «E (niños y adultos)» por la Entertainment Software Rating Board (ESRB); algunas ediciones posteriores del juego fueron calificadas como «3+» por la Pan European Game Information (PEGI).

### Banda sonora
La banda sonora de Bugs Bunny: Perdido en el Tiempo contiene música y efectos sonoros de los dibujos animados originales de Looney Tunes. La versión en inglés también incluye extractos sonoros de Mel Blanc, fallecido en 1989, que puso las voces de Bugs Bunny, el Pato Lucas y Sam el Pirata. En la versión inglesa del juego, Billy West presta su voz a Bugs Bunny y Elmer Gruñón, mientras que Joe Alaskey proporciona las voces de Marvin el Marciano, Rocky y Mugsy. Mel Blanc pone voz a Sam el Pirata y al Pato Lucas. Jess Harnell presta su voz al mago Merlin Monroe, mientras que la bruja Hazel es doblada por June Foray.

## Recepción

### Comentarios generales
Bugs Bunny: Perdido en el Tiempo ha recibido una acogida desigual por parte de la prensa especializada en videojuegos. En cuanto a la versión para PlayStation, Ben Stahl del sitio web estadounidense GameSpot elogió el juego por ser «muy divertido» y original, y por «recrear a la perfección el estrafalario mundo de Looney Tunes», aunque la búsqueda de ciertos despertadores bien escondidos y la forma en que hay que vencer a los jefes sean fuentes de «frustración». Craig Harris de IGN lo describe como «un buen juego en 3D», excelente para los fanáticos de Looney Tunes, pero cree que es mejor que juegos de plataformas como Crash Bandicoot, Croc: Legend of the Gobbos, Spyro the Dragon y Ape Escape. Official U.S. PlayStation Magazine cree que se trata de un juego para fanáticos de la licencia Looney Tunes, y que si no lo es, sólo merece la pena «alquilarlo un sábado por la mañana». Game Informer afirma que el juego «no hace justicia a la licencia: a su favor hay que decir que ofrece un duro desafío y un montón de secretos que encontrar. Sin embargo, el mayor problema que encontrarás es la lucha con sus imperfectos controles». En la prensa francófona, la revista Joypad elogia los niveles «bien diseñados» y un juego que respeta «el espíritu del dibujo animado original», aunque esté «lejos de ser perfecto», un poco «blando y no siempre muy bonito». La web Jeuxvideo.com lamenta un título que «nos deja con ganas de más y habría merecido una mejor jugabilidad». Según el sitio francés, está dirigido sobre todo a jugadores «experimentados».
El port para PC recibió críticas mucho más negativas. El sitio AllGame lamenta «un juego que no recomendaría en absoluto. Aunque pudieras conseguirlo por una miseria, no merecería la pena». PC Zone amplía esta idea, explicando que «en lugar de recibir el respeto que merecen, personajes como Bugs y compañía están siendo metidos con calzador en juegos de plataformas de segunda categoría». Según la revista, Bugs Bunny: Perdido en el Tiempo recoge todas las buenas ideas de un Super Mario 64, pero critica «gráficos entrecortados, voces en off patéticas y saltos precisos que se hacen casi imposibles por un extraño sistema de control». GameSpot, por su parte, lo describe como «un pequeño y divertido juego de plataformas que hace justicia a Bugs Bunny. Si aceptas sus defectos, serás recompensado con una jugabilidad única y, como mínimo, una buena carcajada».

### Revisiones de la jugabilidad
La jugabilidad de Bugs Bunny: Perdido en el Tiempo en PlayStation ha recibido críticas dispares. En PlayStation, Jeuxvideo.com considera que la duración del juego es «respetable», pero señala que «no hay juego para dos jugadores». Además, el sitio francés lamenta la «francamente mala» gestión de la cámara, que hace que controlar a Bugs Bunny sea un «suplicio» con el paso del tiempo. También se queja de que «pasas más tiempo orientándote y pensando en los movimientos de Bunny que en los verdaderos objetivos del juego», una opinión compartida por las revistas Joypad y Consoles +. El sitio estadounidense AllGame, aunque coincide con esta valoración, elogia no obstante el juego como «divertido» y «lleno de recuerdos. Los puzles son geniales, y las cinemáticas y animaciones del juego son divertidísimas». Official U.S. PlayStation Magazine se quejaba de que el juego era demasiado corto, ya que se tardaba «20 horas» en terminarlo, sin un «final decente». IGN señala que los niveles están inspirados en los cortos de Looney Tunes, y que el argumento guarda un gran parecido con Gex: Enter the Gecko y Gex vs. Dr. Rez, lanzados en 1997 y 1999 respectivamente. Las múltiples habilidades de Bugs hacen que los jugadores puedan perderse al principio, pero pronto le cogen el tranquillo. Numerosos minijuegos ofrecen una jugabilidad «variada». El sitio web estadounidense GameSpot describe los puzles como «laboriosos», pero «la mayoría son sencillos y no requieren una reflexión especial». También se agradece la ausencia de vidas y, por tanto, la posibilidad de reiniciar una fase de plataformas desde el último punto de control sin límite.
En PC, AllGame se queja de que «los movimientos de Bugs son increíblemente lentos, y es imposible hacerle correr más rápido si tienes que cubrir mucho terreno». Los cambios automáticos de cámara que se producen cuando el jugador atraviesa un agujero bajo una pared «pueden enviarte en la dirección equivocada, con consecuencias a veces desastrosas». El sitio americano concluye diciendo que completar el primer nivel, que se supone que es una sesión de entrenamiento, puede bastar para «volverte loco». GameSpot señala que Bugs se mueve a lo largo de un eje de ocho puntos, lo que dificulta las maniobras, especialmente al girar.

### Comentarios gráficos
Los gráficos de Bugs Bunny: Perdido en el Tiempo para PlayStation han sido bien recibidos por la crítica. El sitio IGN señaló que el motor del juego «parece ser el mismo que el de Jersey Devil» y lo encontró «rápido, fluido y colorido, con un mínimo recorte de polígonos». Sin embargo, el motor no se aprovecha al máximo en las cinemáticas del juego, con secuencias de disparo directo. AllGame alaba las «numerosas» y entretenidas cinemáticas, pero encuentra la animación «granulada», aunque fluida. Las críticas en francés fueron más negativas: Jeuxvideo.com señalaba que los gráficos eran «poco detallados, con escasos decorados, pero al estilo de los dibujos animados», mientras que el 3D era «muy mediocre»; en la misma línea, Consoles + lamentaba la falta de texturas en los decorados. La revista Joypad aprecia el «buen modelado» de los personajes y las animaciones «muy toon», pero lamenta «demasiado clipping en los niveles abiertos».
En PC, las críticas son en general muy medias. GameSpot se queja de que los gráficos son «espasmódicos, incluso en modo 3D acelerado, y la tasa de fotogramas se reduce considerablemente en ciertos niveles». Cuando Bugs Bunny se acerca a ciertos objetos, se producen «numerosos solapamientos y estallidos poligonales», mientras que la niebla oscurece el fondo. No obstante, el sitio norteamericano concluye que la calidad general de los gráficos es «decente». AllGame habla de renders «simplemente malos en general».

### Críticas de bandas sonoras
La banda sonora tuvo una acogida bastante positiva por parte de la prensa especializada. La revista mensual Consoles + calificó los temas de «un poco suaves» y los efectos de sonido de «acertados», con la excepción de los gritos de Bugs, que fueron juzgados como «horribles». El mensual francés Player One destacó la «música sinfónica realizada en Warner Bros y el lujoso doblaje», pero criticó los efectos sonoros «destilados con picardía». Joypad aplaude las voces de los dibujos animados, «la música divertida y los efectos de sonido toon». Jeuxvideo.com discrepa, afirmando que el doblaje, aunque fiel al dibujo animado, «no es completamente idéntico», mientras que «la música no está muy presente». En la prensa anglosajona, IGN señala que algunos de los diálogos se han tomado del dibujo animado original, al igual que los gritos del pirata Sam por Mel Blanc, fallecido en 1989. La música, sin embargo, «suena muy MIDI». GameSpot señala que los diálogos son «amenos» y la música «está bien hecha y representa la época en la que juegas». Sin embargo, las exclamaciones de Bugs Bunny y las palabras de Merlin Munroe se consideran repetitivas.
Por último, en PC, GameSpot se queja de que las voces «suenan falsas» y la música «bastante sosa». También se queja de que la variedad sonora es «limitada, y te cansarás rápidamente de los pocos fragmentos de diálogo que se repiten continuamente». También señala que «las frases a veces se cortan, y en ocasiones el sonido es demasiado rápido, como si se tratara de las Ardillas en lugar de Bugs Bunny». AllGame describe la banda sonora como «no mala, pero tampoco apropiada para este tipo de juego».